# Кировский мост (Курган)
Кировский мост — автодорожный мост в городе Кургане, Россия.

## Описание
Транспортный мост над рекой Тобол. Бетонный мост был построен в 1993 году.

## История
Кировский мост — одно из самых старых сооружений города Кургана, он был возведен в XVIII веке, соединяя два берега города через главную водную артерию — реку Тобол. Деревянный мост долгое время служил горожанам. Его приходилось восстанавливать почти после каждого весеннего ледохода. В советское время весной мост был пригружен железобетонными блоками, чтобы не уплыл.
23 апреля 1993 года в Кургане окончательно закрыт для движения деревянный Кировский мост. Вскоре началось строительство нынешнего бетонного моста. За свою историю он пережил две реконструкции и один ремонт
Ремонт Кировского моста начался 2 августа 2022 года. Для того, чтобы полностью заменить верхнюю часть моста и отремонтировать опорные балки, путепровод пришлось закрыть для движения транспорта и пешеходов. Стоимость капремонта по контракту составляет 60 млн 770 тысяч рублей.
Окончание ремонта Кировского моста — 1 июня 2023 года. В Кургане торжественно открыли обновленный Кировский мост через реку Тобол. На открытии присутствовали Глава города Кургана Елена Вячеславовна Ситникова, Губернатор Курганской области Вадим Михайлович Шумков, представители генеральной подрядной организации ООО «Урал-Сервис-Групп» обособленного подразделения «Мост» города Челябинска.
Капитальный ремонт Кировского моста был проведен в рамках национального проекта «Безопасные качественные дороги» при непосредственном содействии Губернатора Курганской области и Главы города Кургана. Были установлены новые опоры, был выполнен монтаж покрытия моста, тротуарную часть сооружения значительно расширили. В рамках комплексного подхода были смонтированы декоративная подсветка моста и его освещение, а также был произведен ремонт прилегающего участка улицы Кирова до улицы Климова. Внешний вид обновленного моста теперь гармонирует с расположенной рядом благоустроенной городской набережной.